# Marvel Peak
Marvel Peak är en bergstopp i Kanada.   Den ligger i provinsen Alberta, i den centrala delen av landet, 3 000 km väster om huvudstaden Ottawa. Toppen på Marvel Peak är 2 186 meter över havet.
Terrängen runt Marvel Peak är bergig österut, men västerut är den kuperad. Trakten runt Marvel Peak är nära nog obefolkad, med mindre än två invånare per kvadratkilometer.. Det finns inga samhällen i närheten. 
Trakten runt Marvel Peak består i huvudsak av gräsmarker.